# El Carrizal, Susupuato
El Carrizal är en ort i Mexiko.   Den ligger i kommunen Susupuato och delstaten Michoacán de Ocampo, i den södra delen av landet, 140 km väster om huvudstaden Mexico City. El Carrizal ligger 1 162 meter över havet och antalet invånare är 144.
Terrängen runt El Carrizal är lite bergig. Runt El Carrizal är det ganska glesbefolkat, med 36 invånare per kvadratkilometer. Närmaste större samhälle är Ixtapan del Oro, 18,6 km öster om El Carrizal. I omgivningarna runt El Carrizal växer huvudsakligen savannskog.